# She Came from the Woods
She Came from the Woods ist ein 2022 veröffentlichter Horrorfilm von Erik Bloomquist.

## Inhalt
Eine Gruppe jugendlicher Betreuern beschwört 1987 in der letzten Nacht des Sommercamps versehentlich den Geist einer toten Krankenschwester, die das Lager vor vierzig Jahren mit ihren okkulten Experimenten terrorisiert hat. Nun müssen die Betreuer des Lagers und die Familie McAlister, der die Campingplätze gehören, in der letzten Nacht des Lagers um ihr Leben kämpfen.

## Produktion und Veröffentlichung
Im Juni 2021 wurden die Dreharbeiten abgeschlossen, Blue Finch Films erwarb die weltweiten Vertriebsrechte für den Film.
She Came from the Woods wurde am 27. August 2022 beim FrightFest in London gezeigt. In den amerikanischen Kinos erschien der Film am 10. Februar 2023. Auf Tubi wurde der Film am 10. Juni 2023 veröffentlicht.

## Rezeption
Auf Rotten Tomatoes hat der Film eine Bewertung von 70 %. Die Website beschrieb den Film als: „She Came From The Woods ist eine unbehagliche 80er-Jahre-Mischung aus Comedy und Horror, einfach temporeich und einfallsreich genug, um empfohlen zu werden.“
Bobby LePire von Film Threat bewertete den Film mit 9 von 10 Punkten und nannte ihn „einen beängstigenden, lustigen Streifen, der den Klassikern und Kultfavoriten der frühen Jahre des Slasher-Genres perfekt huldigt.“